# 장기영 (1903년)
장기영(張基永, 1903년 10월 20일 - 1981년 5월 17일, 강원 영월)은 대한민국의 독립운동가, 외교관, 정치인이다. 일제강점기 당시 독립운동에 투신, 대한민국 임시정부에 참여하였고, 해방 이후에는 1948년 장면, 조병옥 등과 함께 대한민국 정부의 UN 승인을 위한 대표단으로 활동하였다. 1960년 서울특별시장을 역임하였다. 강원도 출신. 호는 석정(石正)이다.

## 약력
- 1903년 10월 20일 강원도 영월군 영월읍 출생.
- 영월공립보통학교졸업
- 춘천농업학교졸업
- 중동중학고등과졸업. 장기영은 중학교를 졸업하자 중국으로 건너갔다가 시베리아로 가 상해 임시정부의 시베리아기관인 한인군사위원회(韓人軍事委員會)의 위원이 되었다.
- 1920년 일본과 싸우려면 차라리 먼저 일본을 알아야 한다는 결론을 내리고 일본으로 건너갔다.
- 일본 유학
- 일본 주오 대학 정치경제과 졸업. 주오대학 경제과를 입학한 뒤에도 여전히 일본관헌의 감시를 받게 되자 그는 "조국이 일본의 통치를 받는 한 일본에 언제까지고 머무를 수 없고, 미국으로 건너가야겠다"고 결심했다. 주오대학에 재학 중 두번이나 여권을 신청했으나 모두 거절당했다. 그러나 그는 미국으로 가겠다는 집념은 굽히지 않았다. 그래서 우선 상하이로 건너갔다.[1]
- 1924년 중국 상하이로 건너감
- 1924년 상해임시정부에서 활동 중, 안창호·김구의 권유를 받아 다시 미국으로 건너갔다. 미국에 건너간 그는 학업에 전념하며 이승만, 서재필 등의 거처에 출입하였다.
- 미국 버클리대학 정치학부졸업
- 미국 인디애나 대학교 대학원에 진학
- 1930년 인디애나 대학교 대학원 수료
- 1931년~1942년 대한민국임시정부주재 워싱턴 구미의원부위원
- 미군으로 제2차 세계 대전 참전

1948년 12월 파리 UN총회에 파견된 대한민국 정부 대표단. 맨 앞줄 왼쪽이 조병옥, 가운데는 대표단장 장면, 오른쪽은 장기영, 뒷줄은 왼쪽부터 정일형, 모윤숙, 뒷줄 가운데가 김활란, 우측으로는 성명 미상, 김우평 순

- 1948년 단독정부 수립론과 남북협상론이 팽팽하게 나뉘자 그는 단정 수립론을 지지하였다.
- 1948년 5월 제헌 국회의원(강원 영월)에 출마하여 당선.
- 1948년 12월 7일~ 12월 12일, 프랑스 파리에서 열린 제3차 국제 연합 총회에 대한민국의 유엔승인을 위한 홍보사절로서 장면(단장), 김활란, 조병옥, 정일형, 전규홍, 김우평, 김준구와 함께 한국 대표단으로 참석하였다.[2]
- 1949년 2월 4일 ~ 1949년 6월 13일 외무부 차관보
- 1949년 ∼ 1952년 체신부 장관
- 1960년 서울특별시장
- 1963년 10월 9일 국민의당 상임위원회 위원장
- 1967년 신민당 중앙당 지도위원
- 1967년 3월 신민당 대통령후보 윤보선의 대통령후보 선거사무장에 선출되었다.
- 1971년 1월 국민당 사무총장
- 1971년 3월 24일 대통령 후보자 지명에 반발하여 국민당 탈당
- 1972년 4월 민중당 총재[3]
- 1977년 독립운동 공로로 건국포장을 받았다.
- 1981년 5월 17일 사망. 향년 78세.

## 저서
- 《우익정당의 단합론》
- 《우익정당의 갈 길》

## 역대 선거 결과
|  | 31.66% |

|  | 15.29% |

|  | 24.89% |

## 같이 보기
- 임정 구미위원부
- 신민당
- 국민의당
- 국민당
- 석정여자고등학교 (강원)
- 장기영 - 대한민국헌정회
- 장기영-내가 겪은 20세기

## 참고 문헌
- 《대한민국 의정총람》, 국회의원총람발간위원회, 1994년
- 장면, 한알의 밀이 죽지 않고는 (증보판) (가톨릭출판사, 1999)
- 대한민국공훈사발간위원회 편, 《대한민국역대삼부요인총감》 (광복출판사, 1986)
- 국가보훈처, 《독립유공자공훈록 5》 (국가보훈처, 1986)
- 윤치영, 《동산회고록:윤치영의 20세기》 (삼성출판사, 1991)
- 한국국회인물사편찬회, 《역대국회의원총람》 (조세공론사, 1983)
- 동아일보사, 《동아연감》 (동아일보사, 1972)
- 김준엽·김창순 공저, 《한국공산주의운동사 1》 (고려대학교아세아문제연구소, 1967)
- 조병옥, 나의 회고록 (도서출판 선진, 2003)